# 雁山区
雁山区是中华人民共和国广西壮族自治区桂林市的一個市辖区，位于桂林市区南部，面积288平方公里，区人民政府驻雁山镇雁中路18號。

## 行政区划
雁山区下辖1个街道办事处、2个镇、1个乡、1个民族乡：
良丰街道、雁山镇、柘木镇、大埠乡和草坪回族乡。

## 沿革
原郊区是雁山区的雏形，辖：柘木镇 雁山镇 大河乡 朝阳乡 穿山乡 甲山乡 二塘乡 大埠乡 草坪回族乡。
1996年12月2日，国务院批准：
1. 将桂林市郊区更名为雁山区，原郊区大河乡、穿山乡的清风村划归叠彩区管辖。
2. 原郊区甲山乡划归秀峰区管辖。将原郊区的二塘乡、拓木镇的同心、平山两个村和穿山乡的安新村划归象山区管辖。
3. 原郊区的穿山乡（不含清风、安新两个村）、朝阳乡划归七星区管辖。

## 人口
根據第七次人口普查數據，截至2020年11月1日零時，雁山區常住人口為132639人。

## 交通

### 公路
- 321国道

## 风景名胜
- 漓江雁山段
- 冠岩
- 雁山園